# 포두중학교
포두중학교(浦頭中學校)는 대한민국 전라남도 고흥군 포두면 길두리에 있는 공립 중학교이다.

## 학교 연혁
- 1951년 3월 2일 : 포두고등공민학교 개교
- 1965년 12월 24일 : 학교설립 (인가)
- 1966년 3월 11일 : 초대 이윤조 교장 취임
- 1966년 3월 27일 : 포두중학교로 개교, 위치 전남 고흥군 포두면 길두리 1036번지, 인가학급 24학급(학년당 8학급)
- 1994년 3월 1일 : 포두고등학교 폐교(본교관리)
- 1998년 8월 14일 : 교지확보 291m2 (합계 17,337m2)
- 1999년 9월 1일 : 고흥포두남중학교와 통.폐합
- 2012년 3월 1일 : 전남혁신학교 지정
- 2024년 9월 1일 : 박래훈 교장 부임
- 2025년 1월 9일 : 제57회 13명 졸업(총 6,508명)
- 2025년 3월 4일 : 2025학년도 입학식(12명 입학)

## 참고 자료
- 포두중학교 - 한국교육학술정보원 학교알리미